# Pierre Carl Ouellet
Carl Joseph Yvon Ouellet (nacido el 30 de diciembre de 1967) es un luchador profesional canadiense que actualmente trabaja para Impact Wrestling bajo el nombre de Pierre Carl Ouellet o acortado como PCO.
Oullet ha trabajado en varias empresas estadounidenses de lucha libre, destacando su paso por la World Wrestling Federation (WWF), World Championship Wrestling (WCW), Extreme Championship Wrestling (ECW), Total Nonstop Action Wrestling (TNA), National Wrestling Alliance (NWA) y en el circuito independiente.
Ouellet ha sido una vez campeón mundial al ser Campeón Mundial de ROH. También fue una vez Campeón Hardcore de WCW, tres veces Campeón en Parejas de WWF, una vez Campeón Mundial en Parejas de ROH, una vez Campeón Mundial en Parejas de la NWA con Brody King, una vez Campeón Mundial en Parejas de Seis-Hombres de ROH con King y Marty Scurll y también fue ganador de Crockett Cup (2019).

## Carrera

### Carrera temprana (1987-1993)
Carl Ouellet debutó en 1987. Trabajó en el circuito independiente, en un momento formando un equipo con "Evil" Eddie Watts conocido como "The Super Bees".
En enero de 1993, Ouellet comenzó a luchar para World Wrestling Council en Puerto Rico. Mientras trabajaba en Puerto Rico, le ofrecieron una prueba con la World Wrestling Federation.

### World Wrestling Federation (1993-1995)
En 1993, Ouellet se unió a la World Wrestling Federation como socio del equipo de Jacques Rougeau. Como la mitad de The Quebecers, Ouellet adoptó el nombre de "Pierre" y se vistió como Mounties. Esta fue una referencia al gimmick anterior de Jacques, The Mountie, que había sido prohibido en Canadá por temor a que el carácter heelish de The Mountie llevara a los niños a desconfiar de las Mounties legítimas. Los quebequenses cantaron su propio tema de entrada, en el que declararon que, contrariamente a las apariencias, "We're not the Mounties". Más adelante en el año se les unió el gerente, Johnny Polo.
The Quebecers celebraron el Campeonato en Parejas de WWF en tres ocasiones. El 13 de septiembre de 1993, derrotaron a los Steiner Brothers por los títulos (bajo "Province of Quebec Rules", que estipulaban que los títulos cambiaran de manos en las descalificaciones). Fueron derrotados por el 1-2-3 Kid y Marty Jannetty el 10 de enero de 1994 y nuevamente por Men on a Mission el 29 de marzo (durante una gira por Inglaterra), pero cada vez recuperaron los títulos en cuestión de días. Perdieron los cinturones por tercera y última vez ante The Headshrinkers en el episodio del 26 de abril de Monday Night Raw en Burlington, Vermont. Los quebequenses finalmente se disolvieron cuando Jacques Rougeau se retiró. Los socios se pelearon entre sí en el combate de retiro de Rougeau el 21 de octubre de 1994 en Montreal, con el evento principal de un espectáculo de entradas agotadas.
Como luchador individual, Ouellet fue reempaquetado en 1995 como "Jean-Pierre LaFitte", el descendiente del pirata de la vida real llamado Jean LaFitte. Como pirata, llevaba un parche en el ojo derecho.
La carrera de Ouellet en la WWF llegó a su fin después de un supuesto conflicto legítimo con The Kliq, un grupo detrás del escenario que incluye a los luchadores del evento principal Shawn Michaels y Diesel. Según Shane Douglas, que estaba trabajando con la compañía en ese momento, un partido que enfrentaba a LaFitte contra Nash, entonces el Campeón de la WWF, en un espectáculo de la casa en la ciudad natal de LaFitte, Montreal, estaba reservado para terminar sin un final limpio, con Lafitte ganando por DQ o cuenta atrás, permitiendo que WWF regrese a Montreal para una revancha en un momento posterior. Sin embargo, debido a la política de Shawn Michaels en el backstage, la reserva se invirtió en un pinfall limpio para Diesel. A su vez, LaFitte se negó a ser atrapado por Diesel y el combate terminó en un doble conteo. Debido a su negativa a poner a Diesel encima, LaFitte fue enterrado debido a la influencia del Kliq. Ouellet dejó la WWF en noviembre de 1995.

### World Championship Wrestling (1996-1997)
En 1996, Ouellet se reunió con Jacques Rougeau y se mudó a World Championship Wrestling (WCW), donde el dúo era conocido como The Amazing French-Canadians. Llevaban equipo de lucha más tradicional, pero no pudieron duplicar el éxito que habían encontrado en el WWF. Tenían la distinción de perder ante Arn Anderson y Steve "Mongo" McMichael en el último combate de Anderson.
The Amazing French-Canadians fueron manejados por el Coronel Robert Parker (quien comenzó a vestirse con un uniforme de la Legión Extranjera Francesa), y comenzaron a pelear con Harlem Heat como resultado de la tensión entre Parker y la mánager de Harlem Heat, la hermana Sherri. Después de que Harlem Heat derrotó a los asombrosos canadienses franceses en la Tercera Guerra Mundial el 24 de noviembre de 1996, Sherri ganó el derecho de luchar contra Parker durante tres minutos. Sherri derrotó a Parker, pero los rivales luego se reconciliaron y se enamoraron el uno del otro.
Ouellet ganó un "parche" contra The Giant en un espectáculo de la casa en Montreal y fue despedido poco después.

### Regreso a la WWF (1998–2000)
Junto con Jacques, Ouellet fue contratado nuevamente por la WWF en 1998, pero rara vez se utilizó. Ouellet compitió en el torneo Brawl for All, pero perdió en la primera ronda ante el "Dr. Death" Steve Williams. The Quebecers participaron en la battle royal del equipo en WrestleMania XIV, pero se disolvieron una vez más poco después. Junto con otros empleados de WWF como Mike Barton y Big Van Vader, trabajó para All Japan Pro Wrestling como parte de un préstamo de talento, y pasó un tiempo en el territorio de desarrollo de WWF Memphis, Power Pro Wrestling, donde era conocido como "Kris Kannonball ". Dejó la WWF una vez más cuando su contrato expiró en enero de 2000, descontento con la forma en que lo estaban utilizando.

### Extreme Championship Wrestling (2000)
Ouellet comenzó a trabajar para Extreme Championship Wrestling a mediados de 2000, aplastando a los trabajadores durante varias semanas antes de perder ante Justin Credible en un combate por el Campeonato Mundial de Peso Pesado de ECW de Credible.
Ouellet y Rougeau tuvieron una segunda carrera en WCW en agosto de 2000, uniéndose brevemente al Equipo de Canadá en el pago por visión de New Blood Rising. 

### Regreso a WCW (2000)
Ouellet y Rougeau tuvieron una segunda carrera en WCW en agosto de 2000, que además se desempeñó como árbitro invitado en la victoria de Lance Storm sobre Mike Awesome, se fue inmediatamente después, molesto con los planes del equipo creativo de WCW para él, mientras que Ouellet trabajó dos fechas más en Canadá y fue galardonado con el Campeonato Hardcore de WCW por Storm el 14 de agosto mientras Storm tenía tres títulos diferentes al mismo tiempo. Perdió el título esa misma noche ante Norman Smiley .
Debido a problemas de visa de trabajo, Ouellet no pudo trabajar en los EE. UU. Y tuvo que ser devuelto a Canadá poco después.

### International Wrestling 2000 y International Wrestling Association (2000–2005)
Entre 2000 y 2003, Ouellet apareció con la promoción Rougeau's International Wrestling 2000 . Encabezó un evento en el Auditorio Verdun en Montreal el 29 de diciembre de 2000, frente a King Kong Bundy frente a una audiencia de 4,000. En el verano de 2003, Ouellet decidió comenzar a luchar una vez más en el área de Quebec.
Ouellet regresó a la promoción puertorriqueña Asociación Internacional de Lucha Libre , esta vez luchando como Jean-Pierre Laffite. Savio Vega lo trajo para unirse a su establo, The Corporation. Inmediatamente se peleó con el entonces campeón intercontinental de IWA, Ricky Banderas , una disputa que duró alrededor de 3 meses. Fue dirigido por José Chaparro, otro miembro de la Corporación Vega. En Summer Attitude, luego de perder un esfuerzo ante Ricky Banderas. En abril de 2005 derrotó a Banderas para ganar el IWA Intercontinental Heavyweight Championship por primera vez en su carrera. Lafitte se fue de IWA.

### NWA Total Nonstop Action (2003, 2005–2007)
En noviembre de 2003, Ouellet debutó en NWA Total Nonstop Action como "X", un luchador enmascarado que compitió principalmente en la División X ya que tuvo una pelea con Christopher Daniels y Sonjay Dutt . Se fue después de dos meses.
¡En febrero de 2005, Ouellet comenzó a organizar la versión francesa de TNA Impact! de los estudios RDS con Marc Blondin, reemplazando a Michel Letourneur. Incluso tuvo una guerra de palabras contra el comediante Jean-René Dufort (de la fama Infoman ), a lo que Dufort respondió adoptando el truco de lucha "La Punaise Masquée" (The Masked Tick) y "desafiando" a Ouellet a un combate. Sin embargo, Dufort se retiró antes de que el partido pudiera tener lugar. En octubre de 2007 dejó la empresa y fue reemplazado por Sylvain Grenier.

### Circuito independiente (2005–2011)
A mediados de la década de 2000, Ouellet luchó para el International Wrestling Syndicate con sede en Montreal y la promoción internacional CPW con sede en Hull, bajo el nombre de "Pierre Carl Ouellet" una vez más. ¡En octubre de 2007, Ouellet luchó en un combate oscuro para World Wrestling Entertainment bajo el nombre de "Carl Ouellet" en el ECW / SmackDown! Tapping. Fue derrotado por Tommy Dreamer.
Ouellet también luchó por las promociones All-Star en Gran Bretaña junto a sus amigos y compañeros de equipo con Rene Dupree. Ouellet ha estado trabajando principalmente en muchos partidos de Tag Team con Rene Dupree, Robbie Dynamite, Hannibal y Mikey Whiplash. Derrotó a Sylvain Grenier en una batalla de RDS el 21 de junio de 2008 en Hawkesbury, Ontario, Canadá, con Marc Blondin como árbitro especial. Luego derrotó a su antiguo rival Kevin Nash el 30 de mayo de 2009 en el show del décimo aniversario del International Wrestling Syndicate al hacerlo someterse a través de un brazo. En una entrevista con Slam! Deportes el 6 de agosto de 2008, Ouellet declaró que le gustaría otra temporada con la WWE. 
Ouellet se retiró de la lucha profesional el 8 de febrero de 2011. 

### Regresar al circuito independiente como PCO (2016–2018)
El 21 de mayo de 2016, Ouellet regresó a la lucha profesional en un evento del MWF, titulado "Colisión", en Valleyfield, Quebec, Canadá, derrotando a Jake Matthews, después de una bala de cañón. Bajo un nuevo truco como "Frankenstein francés" como lo describió Ouellet, se convirtió en un nombre habitual en varias promociones independientes. El 2 de abril de 2018, Ouellet derrotó a Walter en las vacaciones de primavera 2 de Game Changer Wrestling (GCW) Joey Janela en Nueva Orleans . El rendimiento de Ouellet y las imágenes en línea de su régimen de entrenamiento no convencional impresionaron a la audiencia de lucha libre independiente y dieron lugar a muchas reservas de alto perfil.
El 18 de junio de 2018, Ouellet fue anunciado como el primero de veinticuatro participantes en el torneo anual de la batalla de Los Ángeles de Pro Wrestling Guerrilla (PWG) . En 2018 Battle of Los Angeles - Stage One el 15 de septiembre, hizo su debut en la compañía, perdiendo ante Brody King en la ronda de apertura. Dos noches más tarde, en la Batalla de Los Ángeles 2018 - Etapa final , lideró un combate de equipo de diez hombres perdedores, en el que el Equipo PCO (Ouellet, Darby Allin, Dan Barry, Jody Fleisch y Puma King) derrotó al Equipo DJ Z (DJ Z, Adam Brooks, David Starr, T-Hawk y Timothy Thatcher).

### Ring of Honor (2018-2021)
El 1 de diciembre de 2018, Ouellet anunció su firma exclusiva con Ring of Honor. Debutó para ROH en las grabaciones del 15 de diciembre junto con Marty Scurll y Brody King en un nuevo establo llamado Villain Enterprises. En Honor Reigns Supreme 2019, Villain Enterprises derrotó a Silas Young y los Briscoe Brothers. PCO y King luego ganarían el ROH Tag Wars Tournament 2019 durante la gira ROH Road To G1 Supercard en febrero de 2019, y el 15 de marzo de 2019, él y King derrotaron a los Brisco para ganar el ROH World Tag Team Championship por primera vez en una pelea callejera en Las Vegas en el ROH 17th Anniversary Show. La noche siguiente en las grabaciones de Ring of Honor Wrestling, PCO, King y Scurll derrotaron a The Kingdom para ganar el ROH World Six-Man Tag Team Championship, haciendo de PCO un doble campeón en un lapso de 24 horas. 
En la G1 Supercard, PCO y King dejaron el ROH World Tag Team Championship ante Guerrillas of Destiny en un ganador que se lleva todos los cuatro equipos de etiqueta de equipo, incluidos Briscoe Brothers y Evil y Sanada , con los cinturones del Campeonato de Equipo de Etiqueta IWGP de DIOS también en la línea. En una defensa del título de Six Man Tag, PCO obtendría la caída ganadora sobre el campeón mundial de ROH Matt Taven, lo que le dio una futura oportunidad de título.
El 27 de abril en el evento de la Copa Crockett 2019, PCO y King ganaron el torneo de ocho equipos (ganando tres partidos en la misma noche) no solo para ganar el Trofeo Crockett Cup, sino también para ganar el vacante Campeonato Mundial de Parejas NWA . En War of the Worlds , PCO desafió al campeón mundial de ROH Matt Taven por el campeonato, sin embargo, fue derrotado. La noche siguiente, PCO continuó su enemistad con Taven atacando a Taven luego de su victoria sobre Mark Haskins. PCO competiría en una partida de Four Corner Survival para determinar el contendiente # 1 para el Campeonato Mundial de ROH que ganó Jeff Cobb. En State of the Art, PCO compitió en un combate DEFY o DENY por el Campeonato Mundial ROH que ganó Taven. En Death Before Dishonor XVII, PCO derrotó a Kenny King en un partido de primera ronda en el torneo contendiente Final Battle ROH World Championship #1. En Glory By Honor XVII , PCO derrotó a su compañero miembro de Villain Enterprises Marty Scurll en la final del torneo para convertirse en el contendiente #1 para el Campeonato Mundial de ROH. En Final Battle, PCO derrotó a Rush convertirse en el campeón Mundial de ROH, en el proceso una vez más convertirse en doble campeón en ROH, así como convertirse en campeón mundial por primera vez en su carrera. Después de ganar el título, Villain Enterpraises se peleó con La Facción Ingobernable de Rush, reteniendo el título mundial contra Dragon Lee, pero perdiendo contra Rush el 29 de febrero.

### Regreso a Impact Wrestling (2022-presente)
En Hard To Kill, el 8 de enero de 2022, PCO hizo su regreso a TNA, ahora conocida como Impact Wrestling, apareció junto a Matt Taven, Vincent, Mike Bennett y Maria, atacando a Eddie Edwards, Rich Swann, Willie Mack, Heath & Rhino. El 13 de enero, se reveló que PCO había firmado un contrato con Impact.

## Campeonatos y logros
- Catch Wrestling Association
  - CWA World Tag Team Championship  (1 vez)[8] – con Rhino Richards

- CPW International
  - CPW Tag Team Championship (1 vez) – con Dangerous Dan

- International Wrestling Association
  - IWA Intercontinental Championship (1 vez)

- Game Changer Wrestling
  - GCW Extreme Championship (1 vez, actual)

- Great North Wrestling
  - GNW Canadian Championship (1 vez)[9]

- International Wrestling Syndicate
  - IWS World Heavyweight Championship (1 vez)

- Jonquiere Championship Wrestling
  - JCW Heavyweight Championship (1 vez)[10]

- National Wrestling Alliance
  - NWA World Tag Team Championship (1 vez) – con Brody King
  - Crockett Cup (2019) - con Brody King

- Ring of Honor
  - ROH World Championship (1 vez)
  - ROH World Tag Team Championship (1 vez) – con Brody King
  - ROH World Six-Man Tag Team Championship (1 vez) – con Marty Scurll & Brody King
  - Tag Wars (2019) – con Brody King
  - ROH Year-End Award (2 veces)
    - Holy S*** Moment of the Year (2019)[11][12]
    - Faction of the Year (2019) - con Villain Enterprises[13]

- Top of the World Wrestling
  - TOW Tag Team Championship (1 vez) - con Al Snow

- World Championship Wrestling
  - WCW Hardcore Championship (1 vez)

- World Wrestling Federation
  - WWF Tag Team Championship (3 veces) - con Quebecer Jacques[14][15]

- Xtreme Zone Wrestling
  - XZW Ironman Championship (1 vez)[16]